# Essé
Ne doit pas être confondu avec Esse.
Essé est une commune française située dans le département d'Ille-et-Vilaine et la région Bretagne, peuplée de 1 028 habitants.

## Géographie

### Description
Le finage d'Essé est limité au nord par la Seiche, un affluent de rive gauche de la Vilaine ; plusieurs petits affluents de rive gauche de la Seiche drainent son territoire comme le ruisseau de Ricordel qui alimente dans sa partie amont l'étang de la Rigaudière (en Le Theil-de-Bretagne), le ruisseau du Loroux qui forme la limite communale avec Janzé et possède ses propres affluents, notamment le ruisseau de la Morinière qui traverse la partie sud-ouest de la commune ; la commune est limitée à l'est par la branche sud-ouest de l'étang de Marcillé-Robert, alimenté par l'Ardenne, autre affluent de rive gauche de la Seiche.
Essé est situé au sud-est du Bassin de Rennes. Le territoire communal forme un plan incliné vers le nord, en direction de la vallée de la Seiche, à peine échancré par les vallées de ses affluents précités. Les altitudes vont de 91 mètres pour le point le plus haut (entre les hameaux de Mérillé et la Nachardière, vers le sud-ouest de la commune) et 32 mètres dans la vallée de la Seiche à l'endroit où celle-ci quitte le territoire communal.
Essé présente traditionnellement un paysage rural de bocage ave un habitat dispersé en de nombreux hameaux et fermes isolées. Le bourg, traditionnellement de faible importance et étiré en longueur dans le sens ouest-est le long de la D 48, a grossi depuis les dernières décennies du XXe siècle avec la création de lotissements au nord et au sud du bourg ; le reste du territoire communal a été préservé de la rurbanisation.

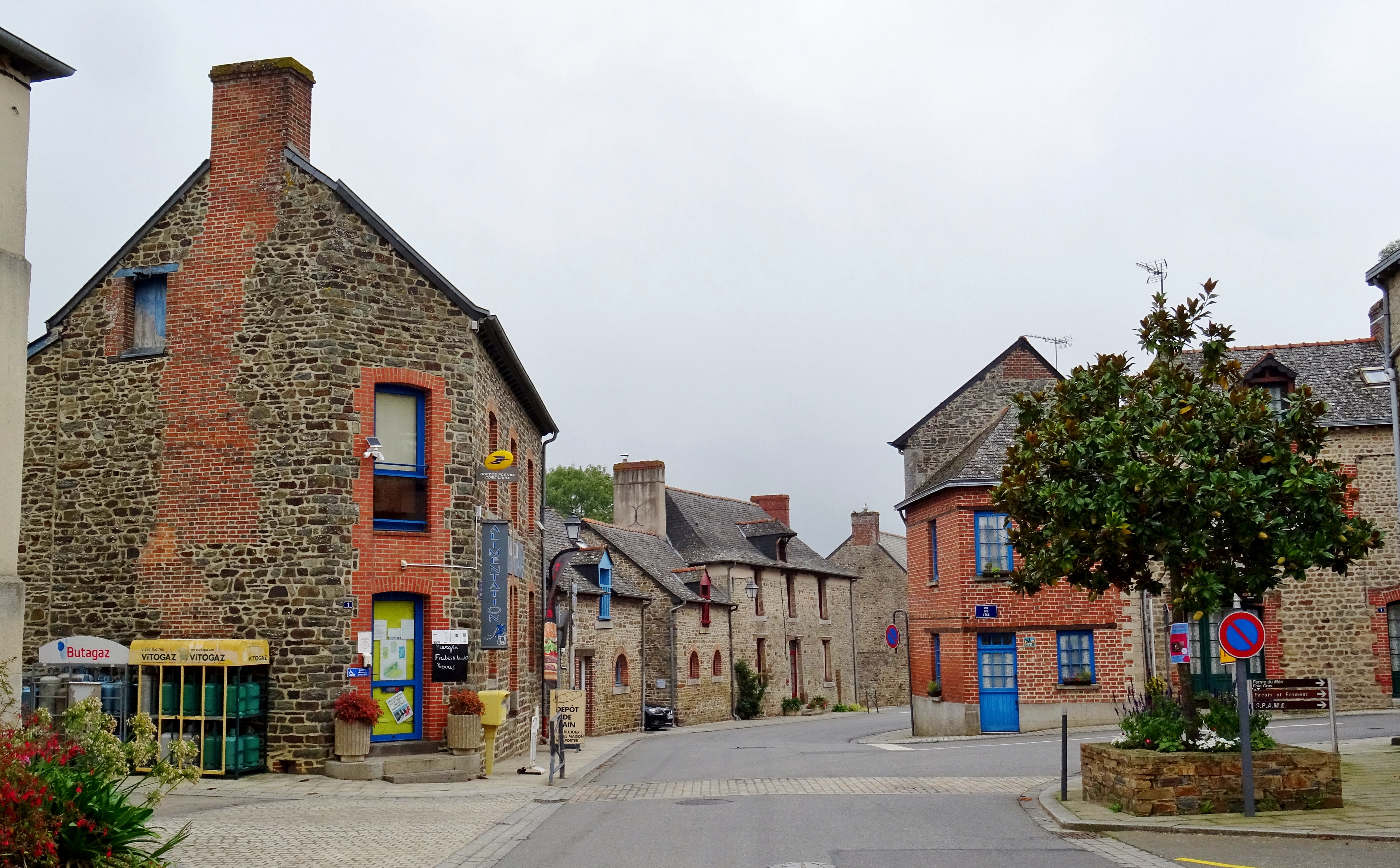
Le centre du bourg d'Essé.
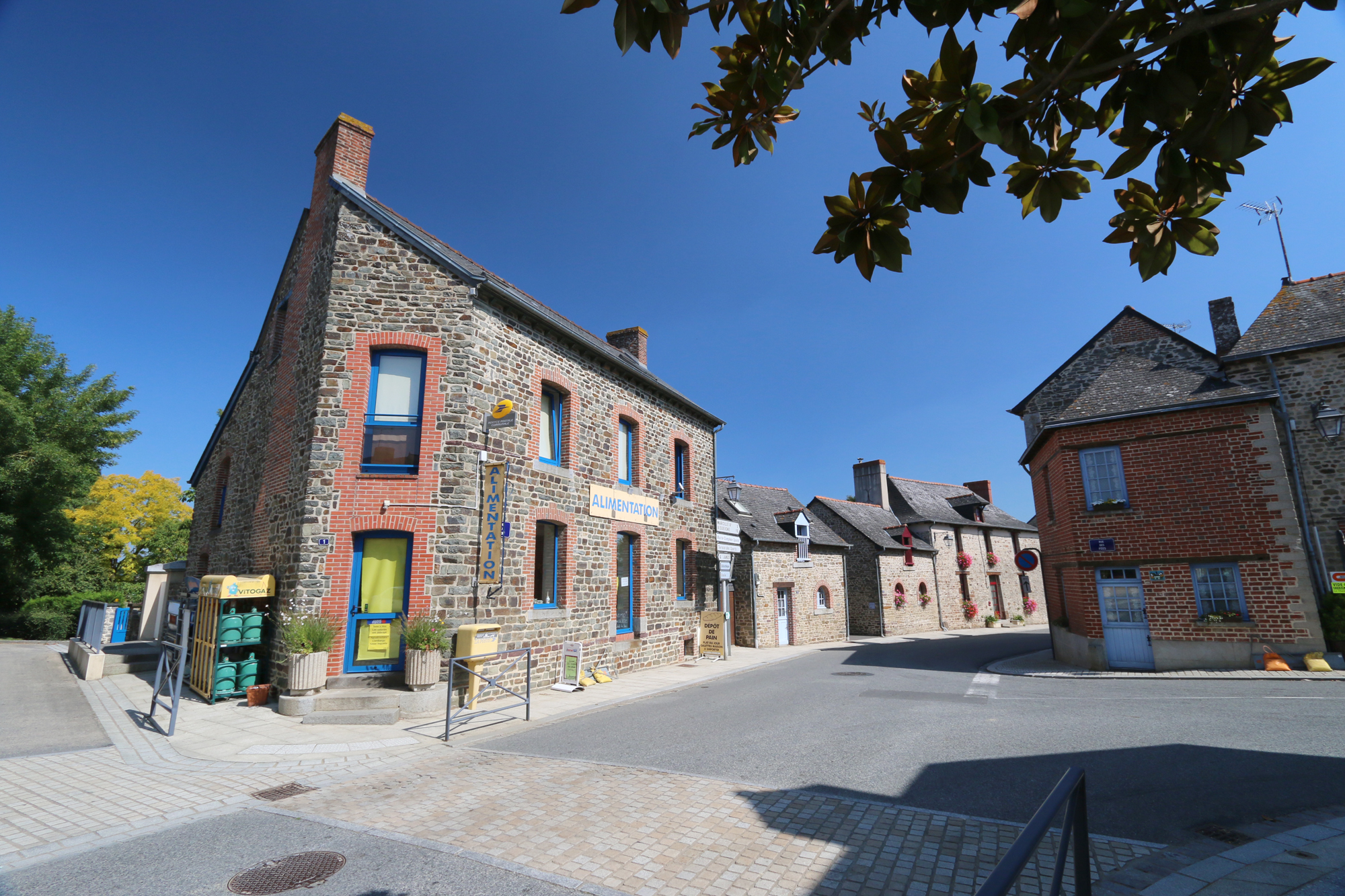
Maisons dans le bourg d'Essé.
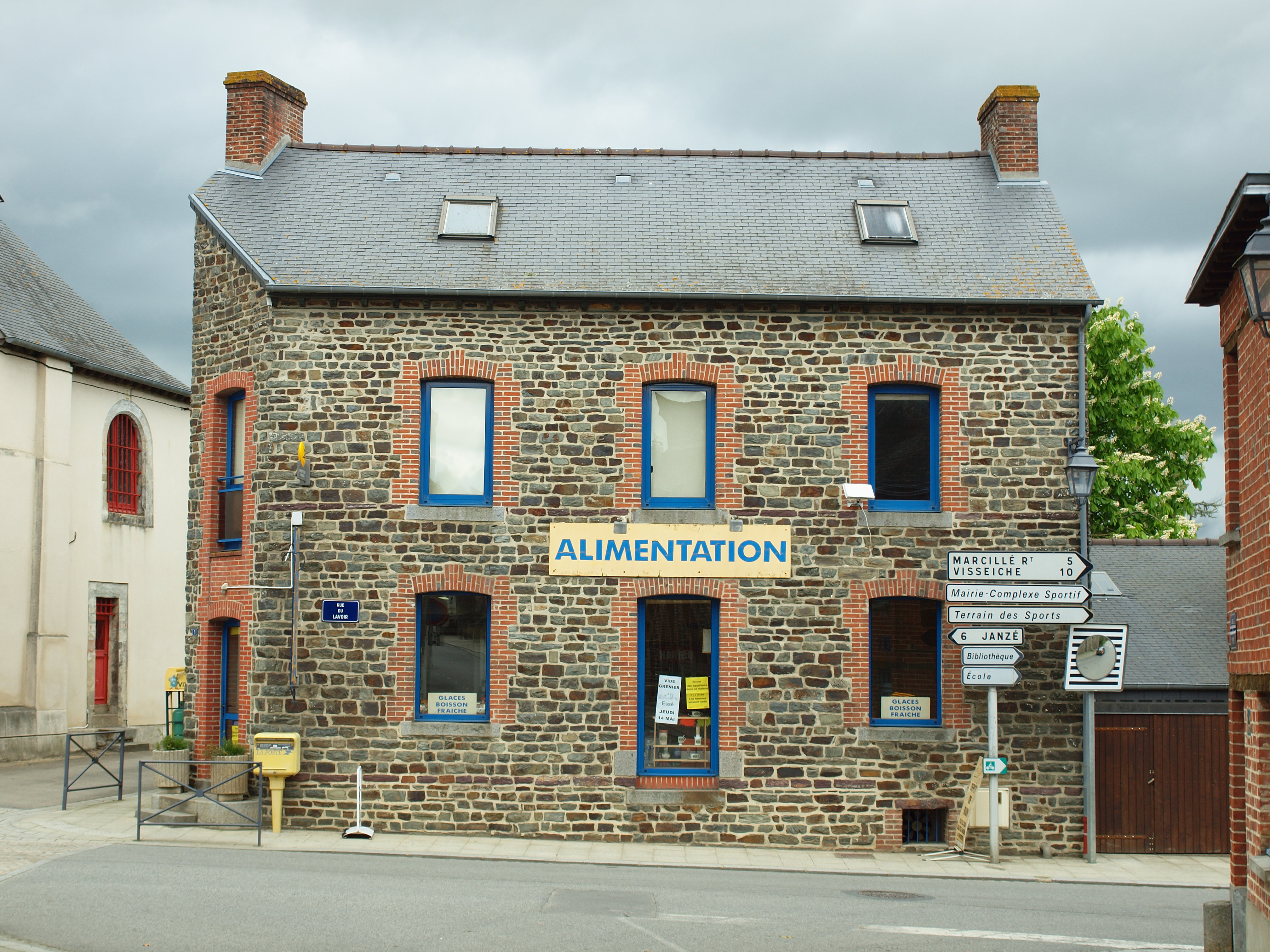
Un commerce dans le bourg d'Essé.

Le bourg d'Essé n'est desservi que par des routes départementales de modeste importance (D 48 dans le sens ouest-est, en direction de Janzé vers l'ouest et de Marcillé-Robert vers l'est) et la D 341 dans le sens nord-sud, en direction de Piré-sur-Seiche vers le nord, de Retiers vers le sud. L'axe routier le plus important, la D 173 (de Janzé à Retiers, à quatre voies), ne fait qu'écorner la partie sud-ouest du territoire communal.

### Hydrographie
Pour un article plus général, voir Réseau hydrographique d'Ille-et-Vilaine.
La commune est située dans le bassin Loire-Bretagne. Elle est drainée par la Seiche, le Loroux et le Ricordel,le ruisseau de la Ranjardière,,.
La Seiche, d'une longueur de 97 km, prend sa source dans la commune du Pertre et se jette  dans la Vilaine à Bruz, après avoir traversé 24 communes. 

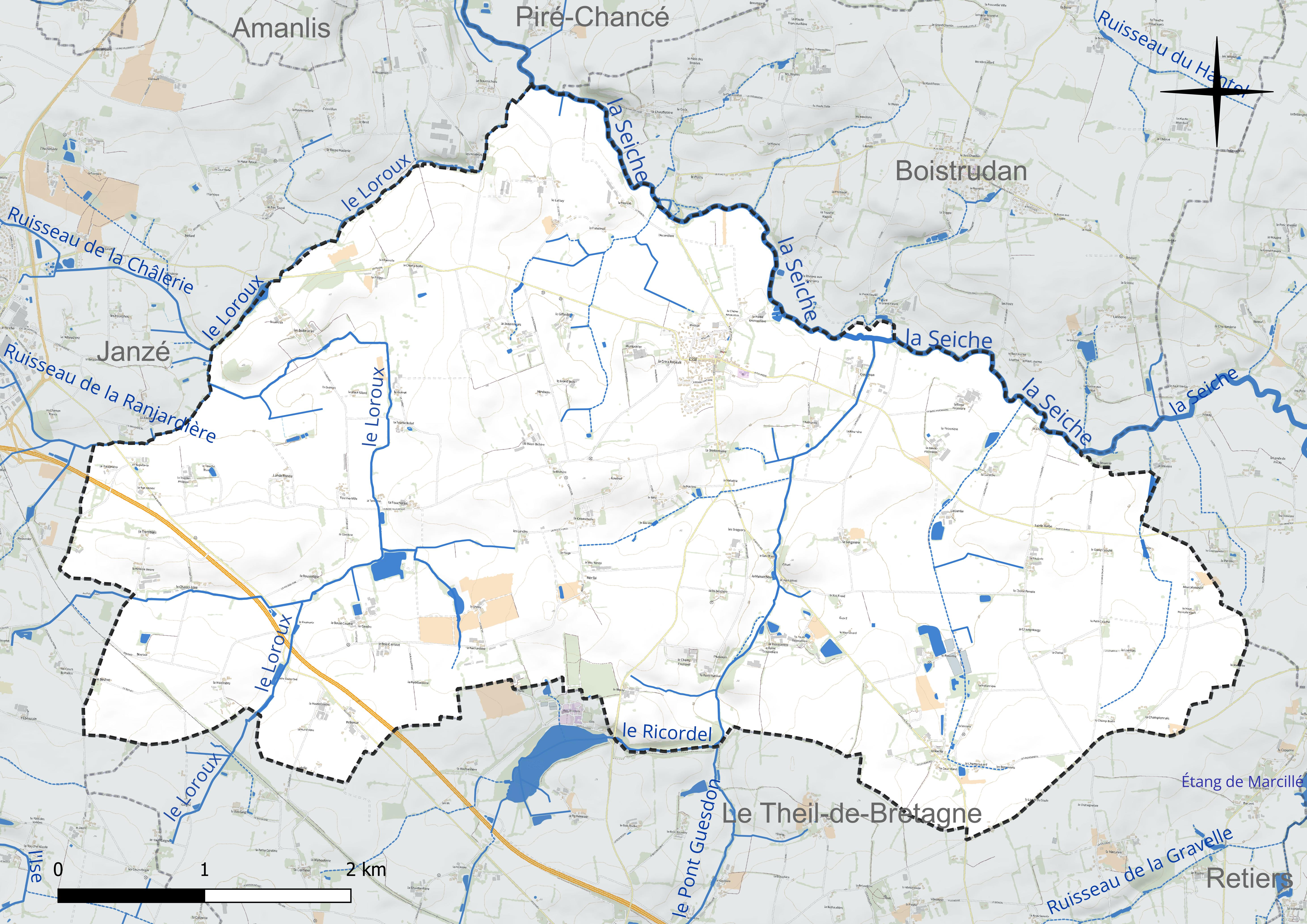
Réseau hydrographique d'Essé.

### Climat
Pour des articles plus généraux, voir Climat de la Bretagne et Climat d'Ille-et-Vilaine.
En 2010, le climat de la commune est de type climat océanique altéré, selon une étude du CNRS s'appuyant sur une série de données couvrant la période 1971-2000. En 2020, Météo-France publie une typologie des climats de la France métropolitaine dans laquelle la commune est exposée à un climat océanique et est dans la région climatique  Bretagne orientale et méridionale, Pays nantais, Vendée, caractérisée par une faible pluviométrie en été et une bonne insolation. Parallèlement l'observatoire de l'environnement en Bretagne publie en 2020 un zonage climatique de la région Bretagne, s'appuyant sur des données de Météo-France de 2009. La commune est, selon ce zonage, dans la zone « Sud Est », avec des étés relativement chauds et ensoleillés.  
Pour la période 1971-2000, la température annuelle moyenne est de 11,7 °C, avec une amplitude thermique annuelle de 13,2 °C. Le cumul annuel moyen de précipitations est de 751 mm, avec 12,3 jours de précipitations en janvier et 6,7 jours en juillet. Pour la période 1991-2020, la température moyenne annuelle observée sur la station météorologique la plus proche, située sur la commune d'Arbrissel à 10 km à vol d'oiseau, est de 12,1 °C et le cumul annuel moyen de précipitations est de 718,7 mm,. Pour l'avenir, les paramètres climatiques de la commune estimés pour 2050 selon différents scénarios d'émission de gaz à effet de serre sont consultables sur un site dédié publié par Météo-France en novembre 2022.

## Urbanisme

### Typologie
Au 1er janvier 2024, Essé est catégorisée commune rurale à habitat dispersé, selon la nouvelle grille communale de densité à sept niveaux définie par l'Insee en 2022.
Elle est située hors unité urbaine. Par ailleurs la commune fait partie de l'aire d'attraction de Rennes, dont elle est une commune de la couronne,. Cette aire, qui regroupe 183 communes, est catégorisée dans les aires de 700 000 habitants ou plus (hors Paris),.

### Localisation

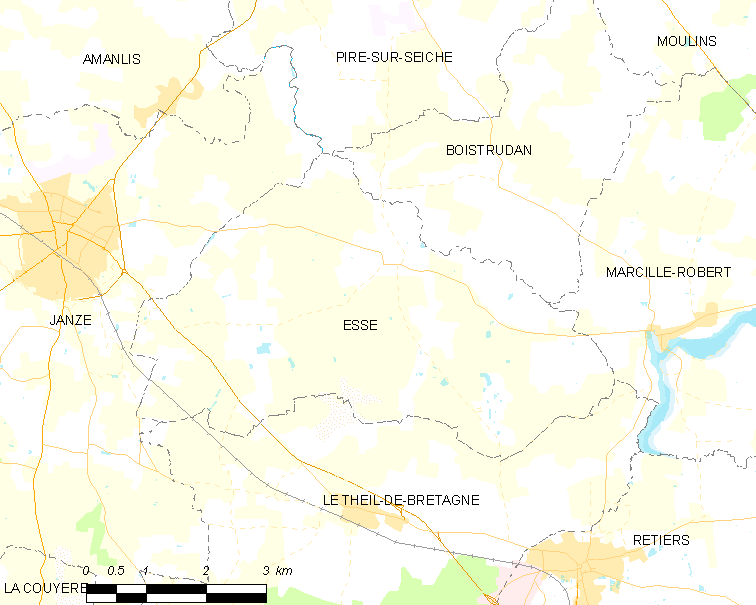
Carte de la commune d'Essé.

### Occupation des sols
L'occupation des sols de la commune, telle qu'elle ressort de la base de données européenne d'occupation biophysique des sols Corine Land Cover (CLC), est marquée par l'importance des territoires agricoles (98,4 % en 2018), en diminution par rapport à 1990 (100 %). La répartition détaillée en 2018 est la suivante : 
terres arables (69 %), zones agricoles hétérogènes (17,5 %), prairies (11,9 %), zones urbanisées (1,6 %). L'évolution de l'occupation des sols de la commune et de ses infrastructures peut être observée sur les différentes représentations cartographiques du territoire : la carte de Cassini (XVIIIe siècle), la carte d'état-major (1820-1866) et les cartes ou photos aériennes de l'IGN pour la période actuelle (1950 à aujourd'hui).

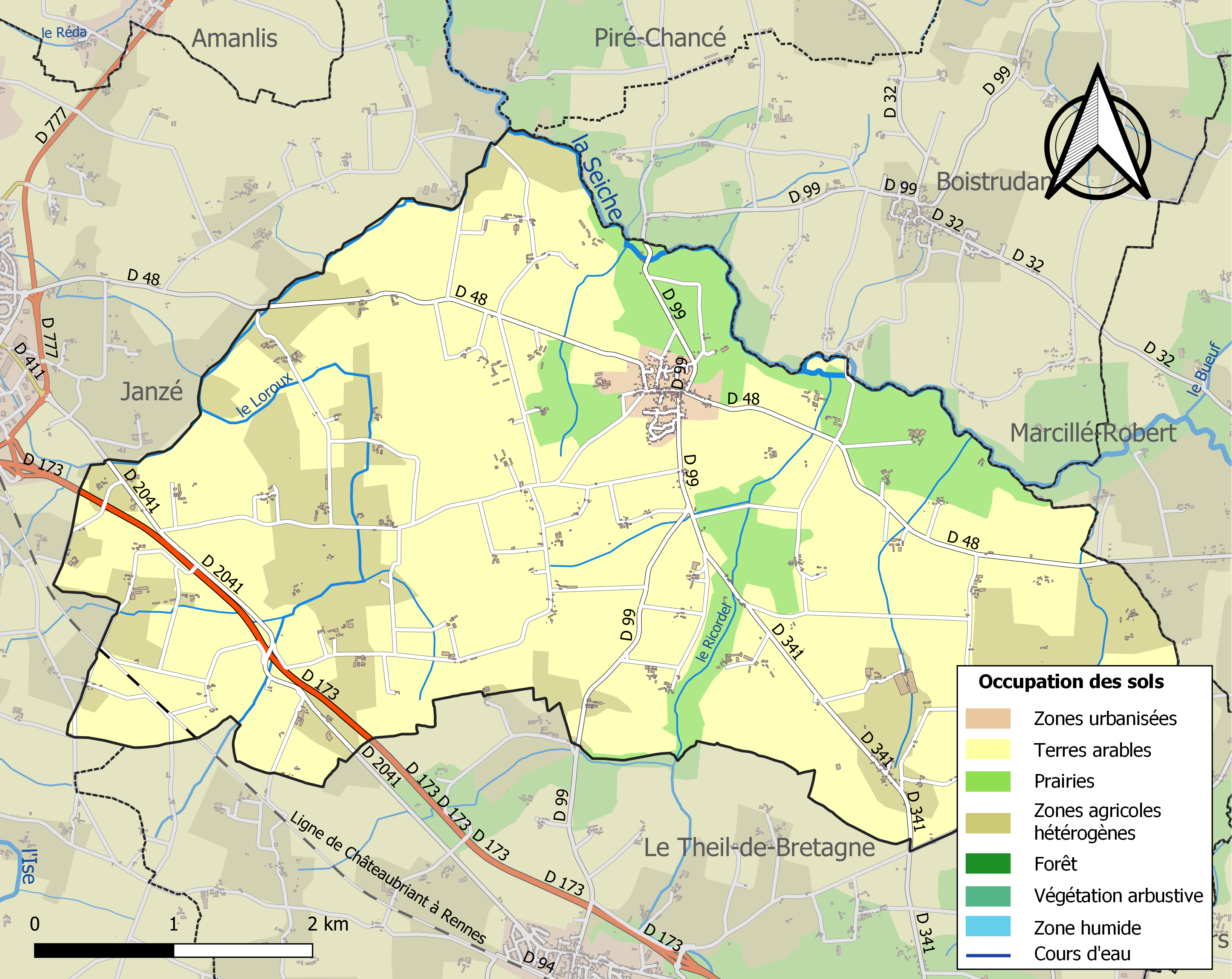
Carte des infrastructures et de l'occupation des sols de la commune en 2018 (CLC).

## Toponymie
Le nom de la localité est attesté sous les formes Esceio au XIVe siècle puis Esseyum en 1516. Le nom proviendrait du dieu gaulois Esus.

## Histoire

### Préhistoire et Antiquité
Essé est traversé d'ouest en est par un très ancien chemin existant dès le Néolithique ; ce chemin protohistorique, fut dénommé par la suite chemin des Saulniers, le long duquel on recense de nombreux mégalithes, dont le plus célèbre est un dolmen en allée couverte, traditionnellement appelé « la Roche-aux-Fées ». La communauté de communes à laquelle appartient Essé porte ce nom.

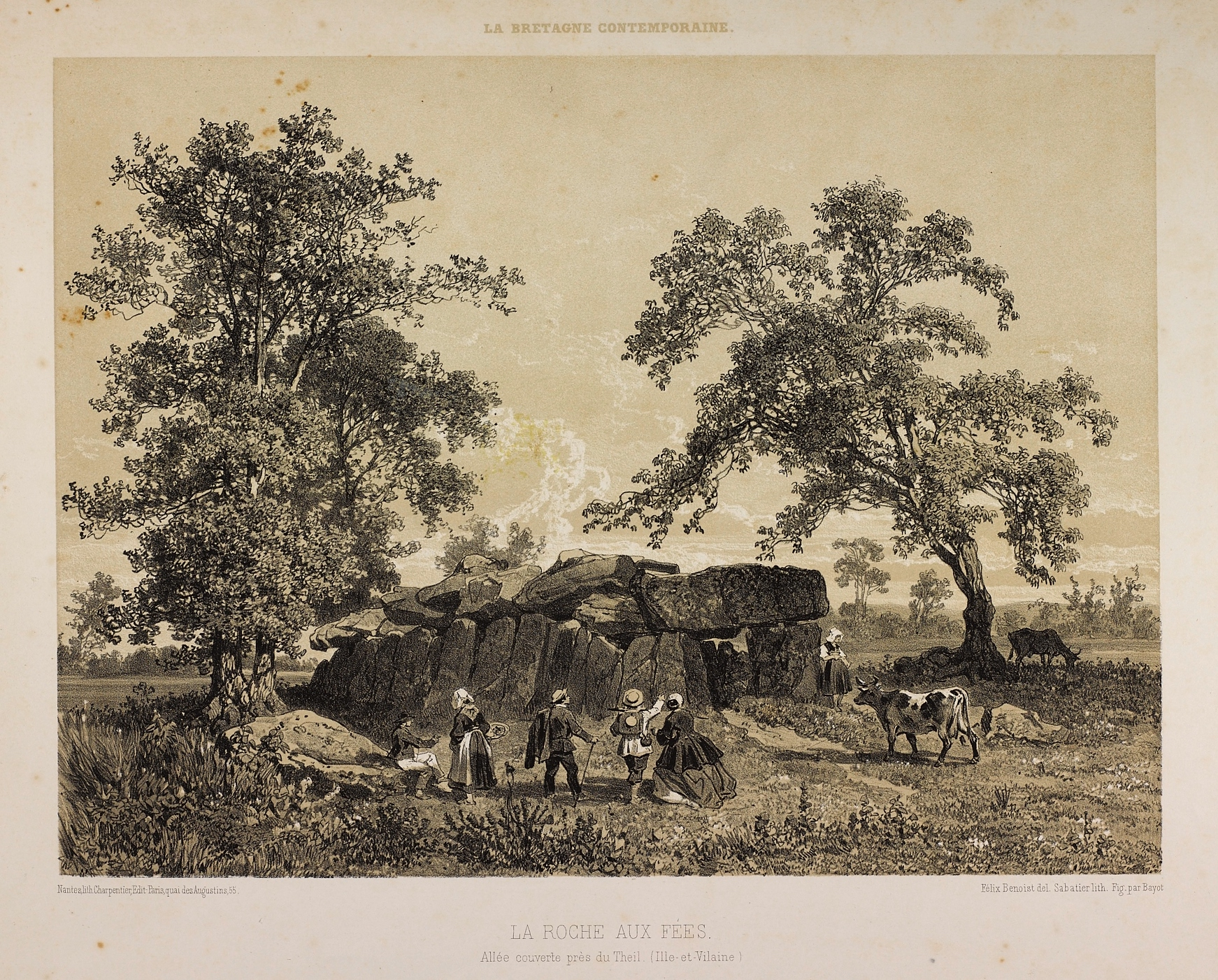
La Roche aux Fées, allée couverte près du Theil (dessin de Félix Benoist).
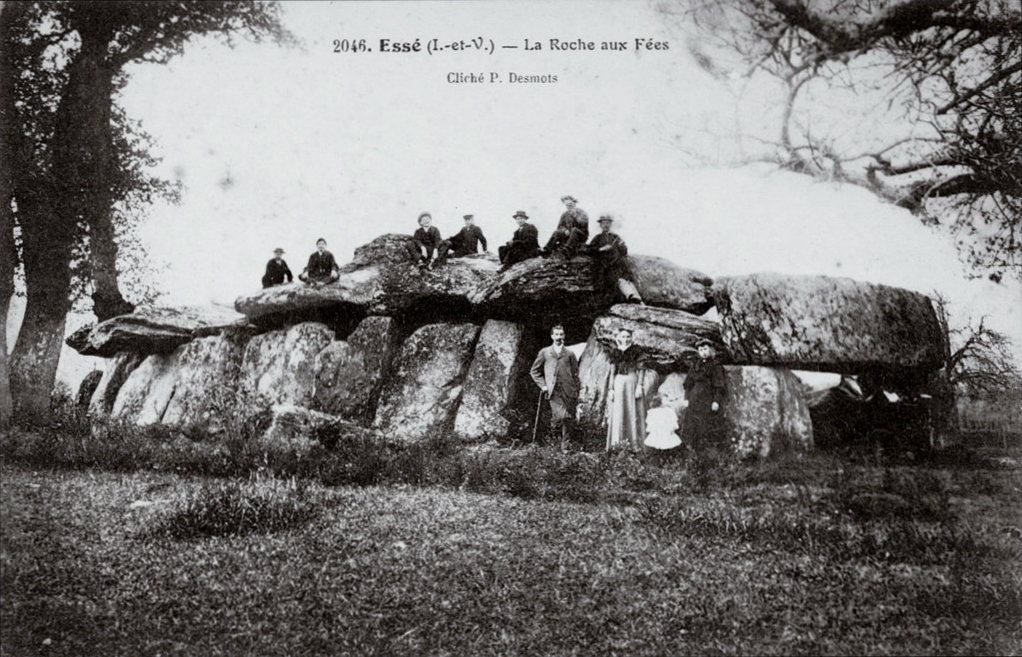
La Roche-aux-Fées au début du XXe siècle (carte postale).

Le ruisseau des Trousselières [désormais dénommé ruisseau de Ricordel], dénommé aussi par le passé localement Ruisseau du Sang, dans le lit et au voisinage duquel on trouve des mégalithes, dont la Roche-aux-Fées, aurait été, selon ce qui est rapporté par A. Marteville et P. Varin dans la première moitié du XIXe siècle, un lieu où « les sacrifices des funérailles se célébraient chez les Gaulois sur une pierre carrée, souvent placée dans le lit des rivières, et sous laquelle on déposait les cendres des chefs, à l'abri de toute profanation ».

### Moyen-Âge
Au Moyen-Âge, les seigneurs du Loroux y avaient droit de justice[réf. nécessaire].
Les dîmes étaient partagées entre les chanoines de la cathédrale de Rennes et les moines du prieuré de Béré.

### Temps modernes
Les plus anciennes familles nobles ayant leurs armoiries dans l'église d'Essé, remaniée en 1639 par l'adjonction d'un nouveau clocher, sont les familles de Lépinay de Mauperrier et de la Boitellière-Hardi ; c'est aussi en 1639 que deux chapelles sont construites aux extrémités du transept, celle du nord par la famille du Rouiray et celle du sud par la famille du Loroux ; lorsque le seigneur du Loroux se rendait à l'église, les cloches devaient sonner jusqu'à ce qu'il soit installé sur son banc seigneurial ; les seigneurs du Loroux avaient leurs enfeux devant le chœur.
Le prince de Condé, baron de Châteaubriant, le seigneur de la Rigaudière (en Le Theil), depuis la réunion des seigneuries du Loroux et de la Rigaudière au XVIIe siècle ; les princes de Condé possédaient cette seigneurie au XVIIIe siècle et le seigneur du Rouvray se partageaient les droits seigneuriaux sur les terres de la paroisse.
Plusieurs chapelles existaient dans la paroisse : la chapelle de l'Arturais (des vestiges subsistent), celle de Sainte-Anne du Rouvray (détruite lors des Guerres de religion), du Bois Clérissay (détruite en 1763), de Sainte-Anne-de-la-Coudre et celle de Sainte-Anne-de-la-Tremblay (toutes disparues).
Jean-Baptiste Ogée décrit ainsi Essé en 1778 :

« Essé ; à six lieues au Sud-Est de Rennes, son évêché et son ressort ; et à deux lieues trois quarts de La Guerche, sa subdélégation. On y compte 2 000 communiants : la cure est à l'alternative. M. le Prince de Condé en est le seigneur. Les maisons nobles de cette paroisse sont  : en 1480, la Housselière [en fait Trousselières], à René Jaret ; la Rouverais [Rouvray], en 1600 à Gilles le Duc ; cette terre et celle de Sucé forment une haute justice et appartiennent à M. de Kerouan, qui possède aussi la terre de la Rigaudière, avec haute justice ; en 1650 le Bois Clérissais, à Jean de Montalembert. (...). Ce territoire est coupé par la rivière de Seiche et de plusieurs ruisseaux qui vont s'y perdre ; c'est un pays couvert d'arbres et de buissons, où l'on voit de bonnes terres, d'excellents pâturages, des arbres à fruits et des landes.. »

### Révolution française
L'assemblée des paroissiens d'Essé, préalable à la réunion des États généraux, se tint le 31 mars 1789 sous la présidence de René-François Ducrest de Villeneuve, sénéchal et juge de la châtellenie du Theil, en présence de 16 paroissiens ; un cahier de doléances fut rédigé (il reprend en bonne partie celui de la paroisse voisine du Theil) ; deux députés (Jean-Baptiste Rubillon, du Lattay et Jacques Debroize, de la Touche Philippe) furent élus pour représenter la paroisse à l'assemblée du tiers-état de la sénéchaussée.

### LeXIXesiècle
A. Marteville et P. Varin, continuateurs d'Ogée, décrivent ainsi Essé en 1843 :

« Essé (Ecclesia de Eseio, sous l'invocation de la Vierge, le 15 août) ; commune formée de l'ancienne paroisse de ce nom, aujourd'hui succursale. (...) Principaux villages : les Boitelières, la Bussonnais, le Lattay, Courgeon, le grand et le petit Calaché, Montalembert, la Cour-Morel, la Huberdière, Merillé, la Morinière, la Poulinière, Lande-Ronde. Maisons remarquables :le Rouvray, l'Arturais, le Rozay, la Coudre. Superficie totale 2 318 ha 91 ares dont (...) terreslabourables 1 592 ha, prés et pâturages 554 ha, bois 56 ha, vergers et jardins 90 ha, landes et incultes 145 ha (...). Moulins : 5 (du Loroux, de la Lande, à eau ; de la Rigaudière, de la Lande du Saule, à vent. (...). La commune est limitée au nord par la rivière de Seiche ; elle contient au sud le petit bois de la Rigaudière. Géologie : schiste argileux ; quartzite à l'ouest. On parle le français [en fait le gallo]. »

### LeXXesiècle

#### La Belle Époque

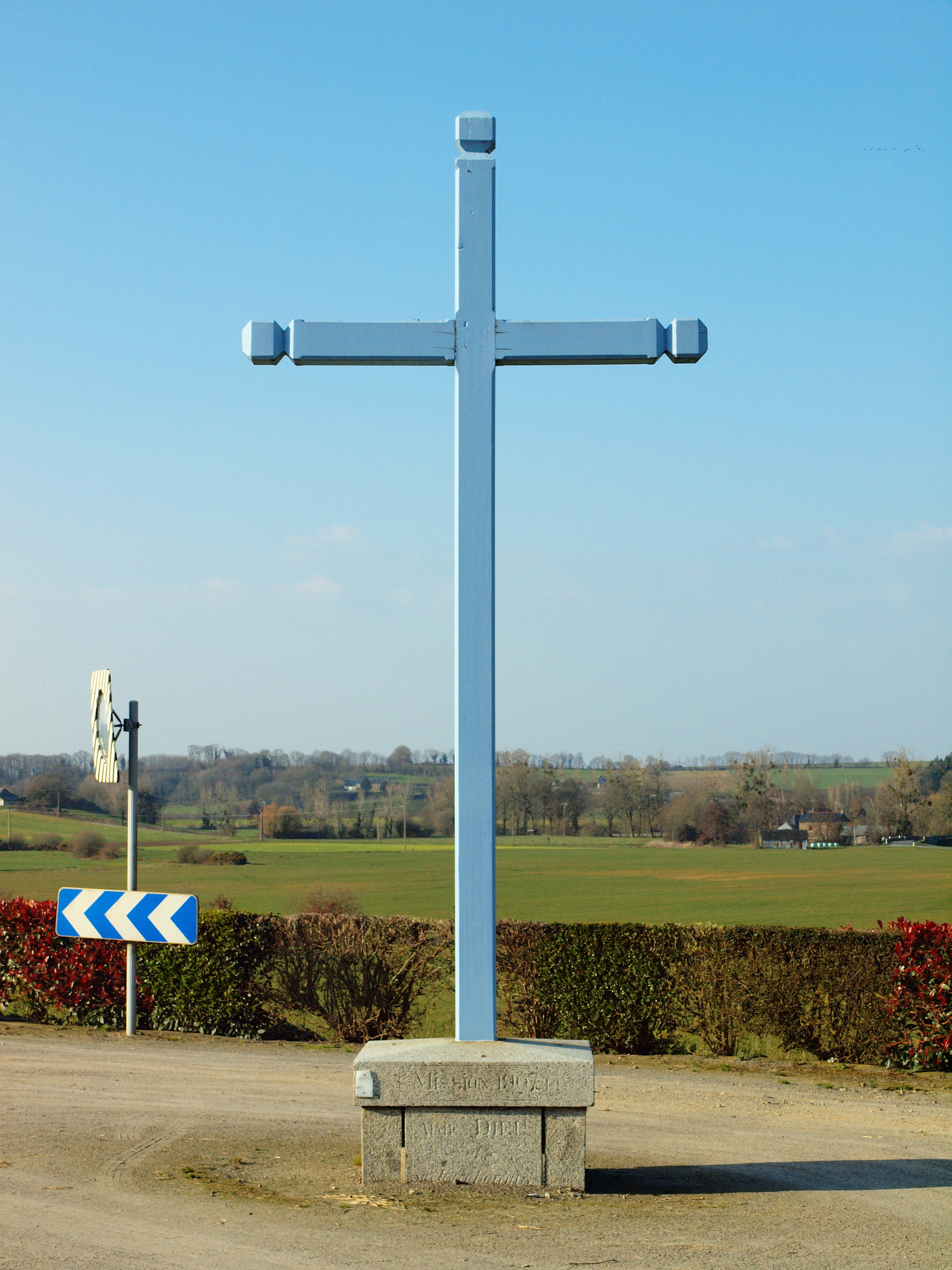
La croix de mission de 1907.

Une mission paroissiale fut organisée en 1907. Une croix de mission en perpétue le souvenir.

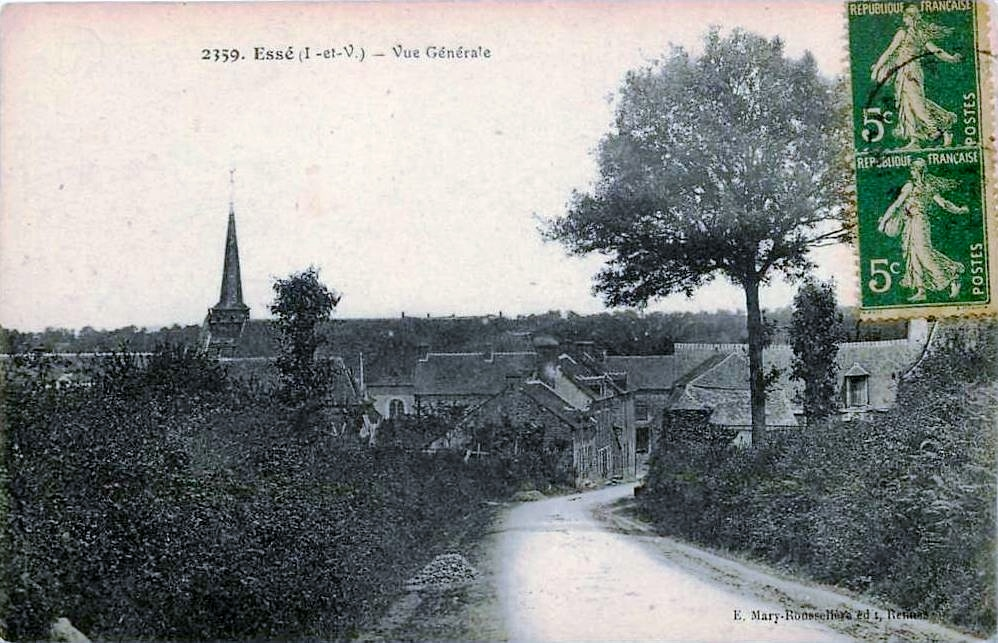
Le bourg d'Essé au début du XXe siècle.

#### La Première Guerre mondiale
Le monument aux morts d' Essé porte les noms de 41 soldats morts pour la France pendant la Première Guerre mondiale ; 5 d'entre eux sont morts en Belgique, tous les autres sur le sol français ; trois (Théophile Barbotin, Ernest Deboize et Prosper Louis) ont été décorés à la fois de la Médaille militaire et de la Croix de guerre, un (Louis Morel) de la Médaille militaire et deux (Jean Bonnenfant et Victor Louis) de la Médaille militaire.

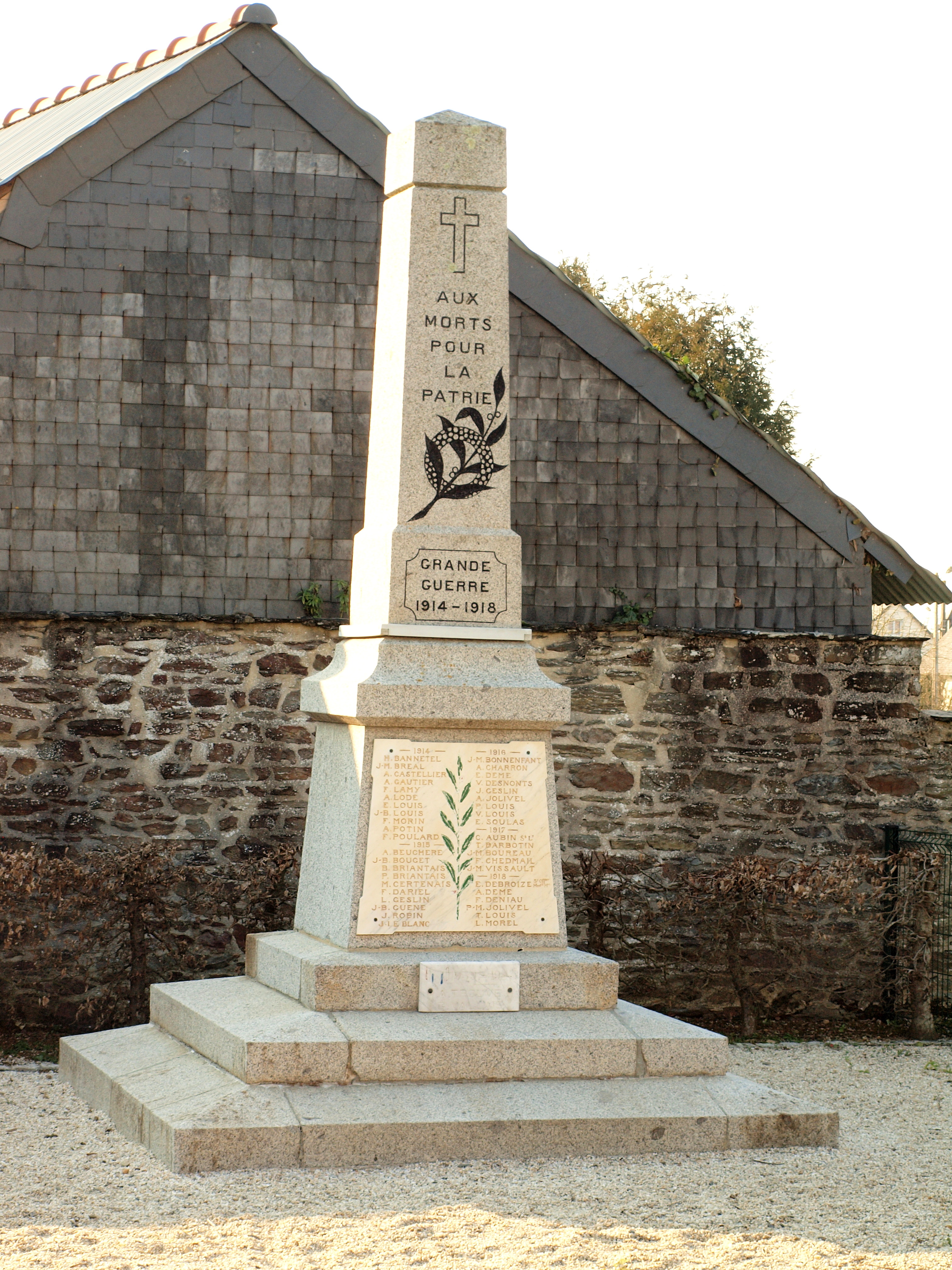
Le monument aux morts d'Essé.

#### La Seconde Guerre mondiale
Le monument aux morts d'Essé porte les noms de 2 hommes (A. Trouvé et G. Valais) morts pour la France pendant la Seconde Guerre mondiale.
.

## Politique et administration

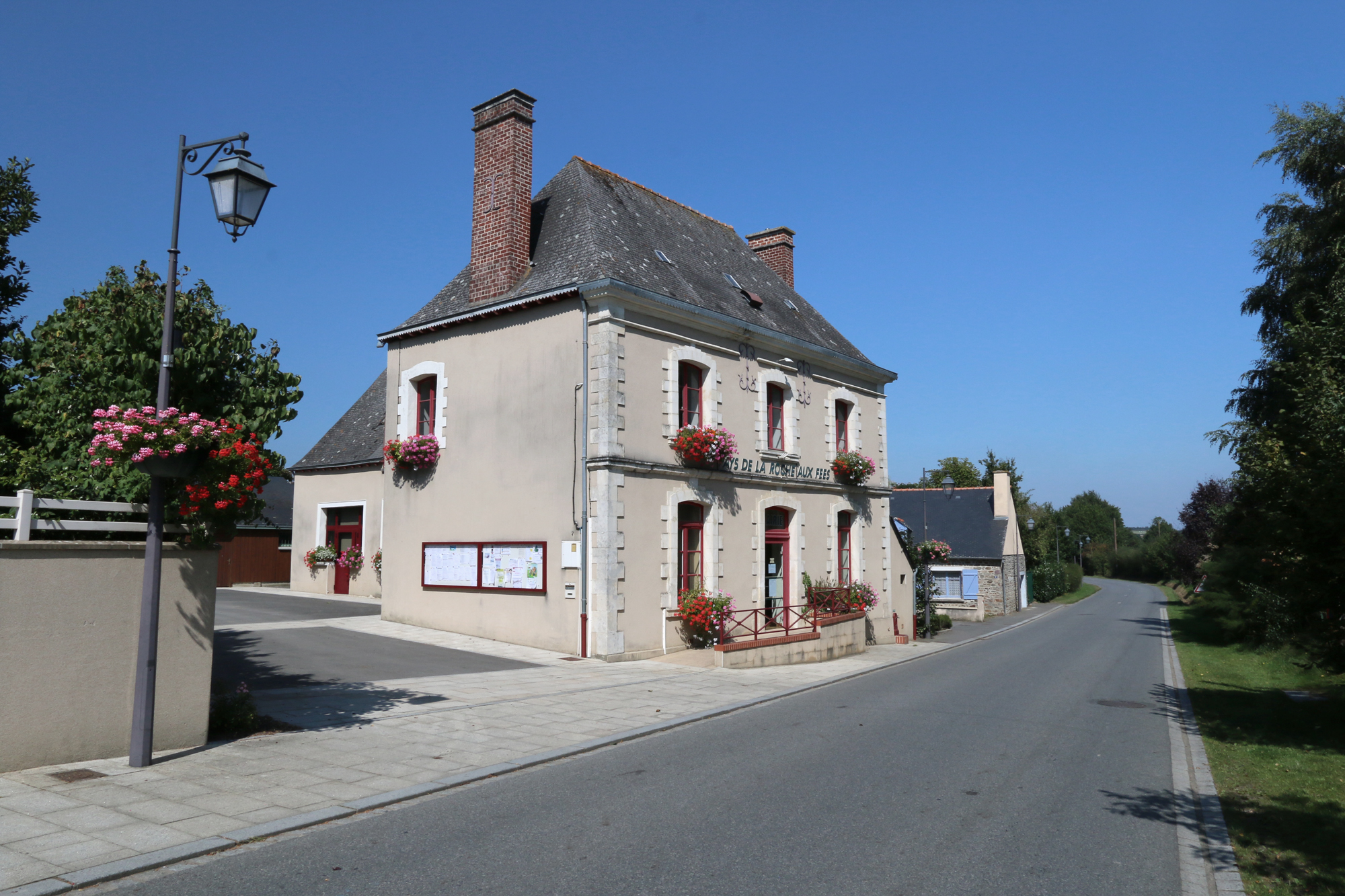
La mairie d'Essé.

| Période                                  | Période    | Identité         | Étiquette | Qualité                                             |
| ---------------------------------------- | ---------- | ---------------- | --------- | --------------------------------------------------- |
| avant 1830                               | 1830       | Morel            |           |                                                     |
| 1830                                     | 1835       | Lange            |           |                                                     |
| 1835                                     |            | François Lamy    |           | Propriétaire cultivateur.                           |
| avant 1860                               | 1865       | Constant Lamy    |           | Cultivateur. Fils probable du maire précédent.      |
| 1865                                     | 1876       | Honoré Demé      |           |                                                     |
| 1876                                     | 1890       | Joseph Prodhomme |           | Cultivateur                                         |
| 1890                                     | 1895       | Arsène Laurent   |           | Marchand drapier.                                   |
| 1895                                     | 1905       | Laurent Brebion  |           | Propriétaire cultivateur.                           |
| 1905                                     | après 1920 | Pierre Demé      |           | Cultivateur.                                        |
|                                          |            |                  |           |                                                     |
| 1983                                     | mars 2008  | Laurent Beuchée  | UDF-CDS   | Agriculteur, président de la communauté de communes |
| mars 2008                                | En cours   | Joseph Geslin    | DVD       | Agriculteur                                         |
| Les données manquantes sont à compléter. |            |                  |           |                                                     |

## Démographie
L'évolution du nombre d'habitants est connue à travers les recensements de la population effectués dans la commune depuis 1793. Pour les communes de moins de 10 000 habitants, une enquête de recensement portant sur toute la population est réalisée tous les cinq ans, les populations de référence des années intermédiaires étant quant à elles estimées par interpolation ou extrapolation. Pour la commune, le premier recensement exhaustif entrant dans le cadre du nouveau dispositif a été réalisé en 2004.
En 2022, la commune comptait 1 028 habitants, en évolution de −7,22 % par rapport à 2016 (Ille-et-Vilaine : +5,46 %, France hors Mayotte : +2,11 %).
| 1793  | 1800  | 1806  | 1821  | 1831  | 1836  | 1841  | 1846  | 1851  |
| ----- | ----- | ----- | ----- | ----- | ----- | ----- | ----- | ----- |
| 1 551 | 1 612 | 1 576 | 1 623 | 1 703 | 1 644 | 1 674 | 1 756 | 1 604 |

| 1856  | 1861  | 1866  | 1872  | 1876  | 1881  | 1886  | 1891  | 1896  |
| ----- | ----- | ----- | ----- | ----- | ----- | ----- | ----- | ----- |
| 1 550 | 1 489 | 1 495 | 1 486 | 1 402 | 1 356 | 1 324 | 1 291 | 1 270 |

| 1901  | 1906  | 1911  | 1921  | 1926  | 1931  | 1936  | 1946  | 1954 |
| ----- | ----- | ----- | ----- | ----- | ----- | ----- | ----- | ---- |
| 1 216 | 1 161 | 1 156 | 1 043 | 1 052 | 1 018 | 1 048 | 1 003 | 949  |

| 1962 | 1968 | 1975 | 1982 | 1990 | 1999 | 2004 | 2006 | 2009  |
| ---- | ---- | ---- | ---- | ---- | ---- | ---- | ---- | ----- |
| 881  | 831  | 729  | 747  | 816  | 848  | 952  | 995  | 1 107 |

| 2014  | 2019  | 2022  | - | - | - | - | - | - |
| ----- | ----- | ----- | - | - | - | - | - | - |
| 1 114 | 1 061 | 1 028 | - | - | - | - | - | - |

## Logo
Le nouveau et premier logo de la commune représente au premier plan le mégalithe de la Roche-aux-Fées, situé sur le territoire de la commune, par-dessus une représentation du drapeau de la Bretagne (Gwenn ha Du). Emblème du territoire, une petite fée vient terminer la composition, en bas à droite du visuel. Le logo a été réalisé par la commission communication de l'équipe municipale, dont le maire est Joseph Geslin, et l'adjoint au maire à la communication est Frédéric Gilhodes.

## Culture locale et patrimoine

### Lieux et monuments
- Dolmen de la Roche-aux-Fées, site mégalithique (allée couverte) datant du néolithique (IIIe millénaire av. J.-C.), en bon état de conservation, classé monument historique en 1840[35].

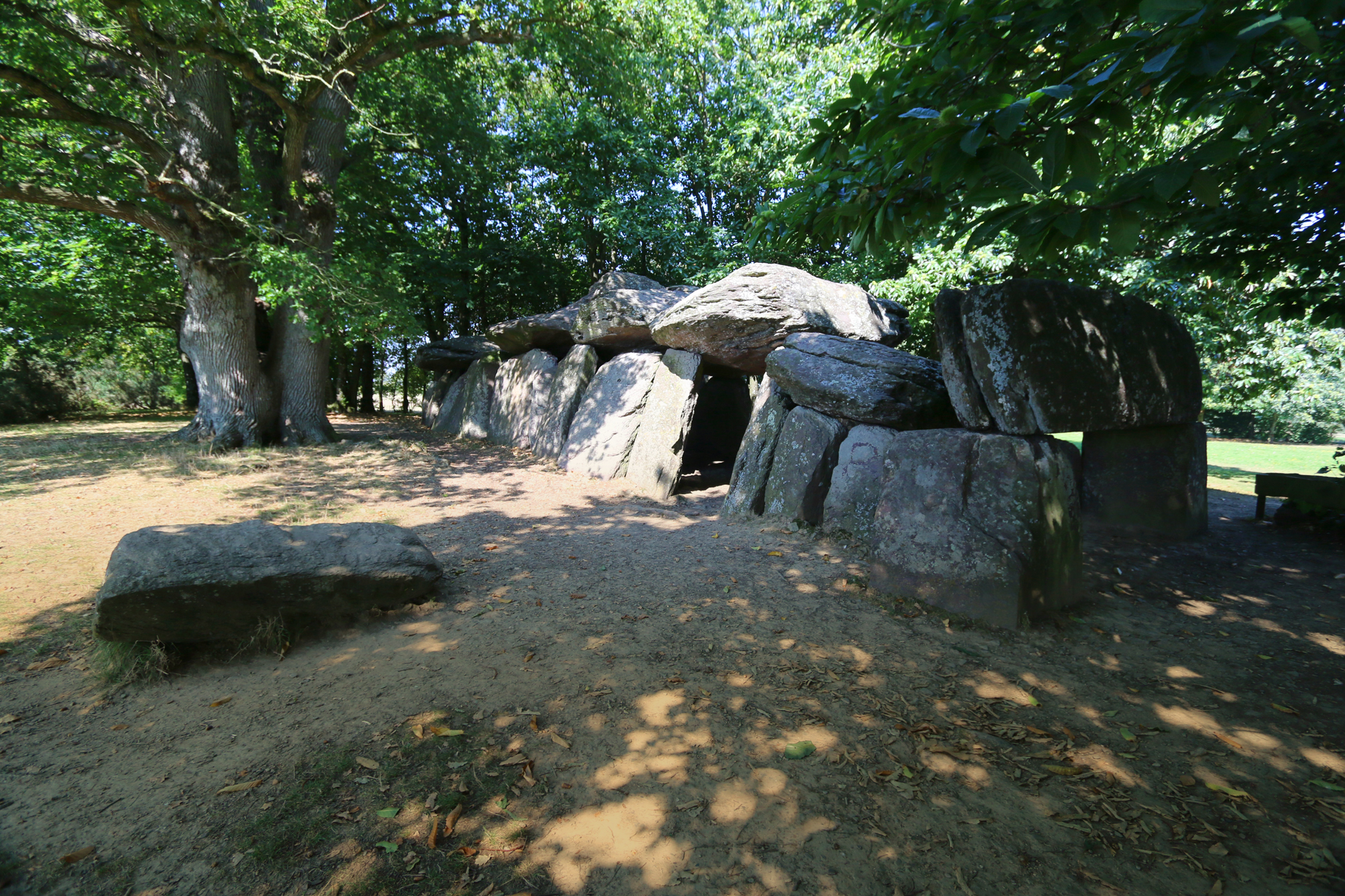
L'allée couverte de La Roche-aux-Fées.

- L'église paroissiale Notre-Dame, située au centre du village, partiellement romane[36]. Elle est édifiée au XIIe siècle, de style roman et se compose alors d'une simple nef séparée d'un chœur à chevet plat par un arc diaphragme. Au XVIIe siècle, l'édifice est remanié : on ajoute les deux chapelles seigneuriales formant transept. Estimant que l'arc triomphal qui supporte le clocher bouche la vue sur le chœur, on le supprime et on édifie un nouveau clocher à l'ouest de la nef. La porte sud du milieu de la nef, précédée d'un porche, que l'on nommait chapiteau, sous lequel les trésoriers rendaient les comptes de la fabrique[37]. L'aménagement intérieur du chœur date de 1872-1875[36]. Un tableau du Rosaire, don de la famille de la Rigaudière en 1660,  figurant la marquise de Sévigné, décore la nef[38].

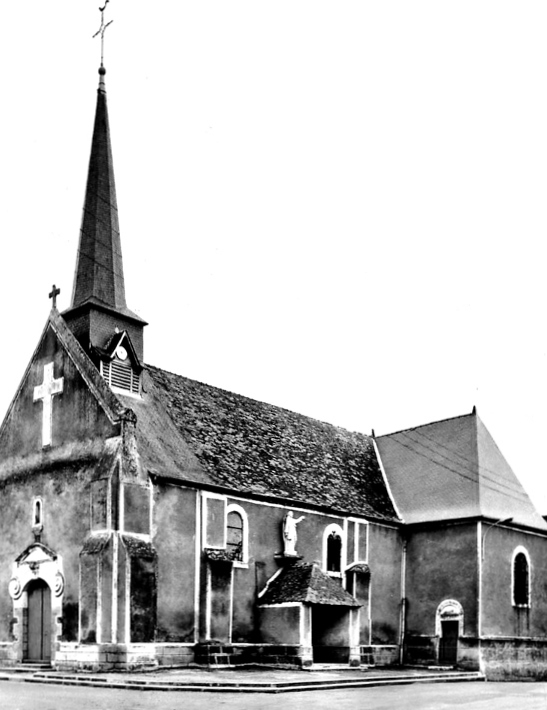
Essé : l'église paroissiale Notre-Dame au début du XXe siècle.
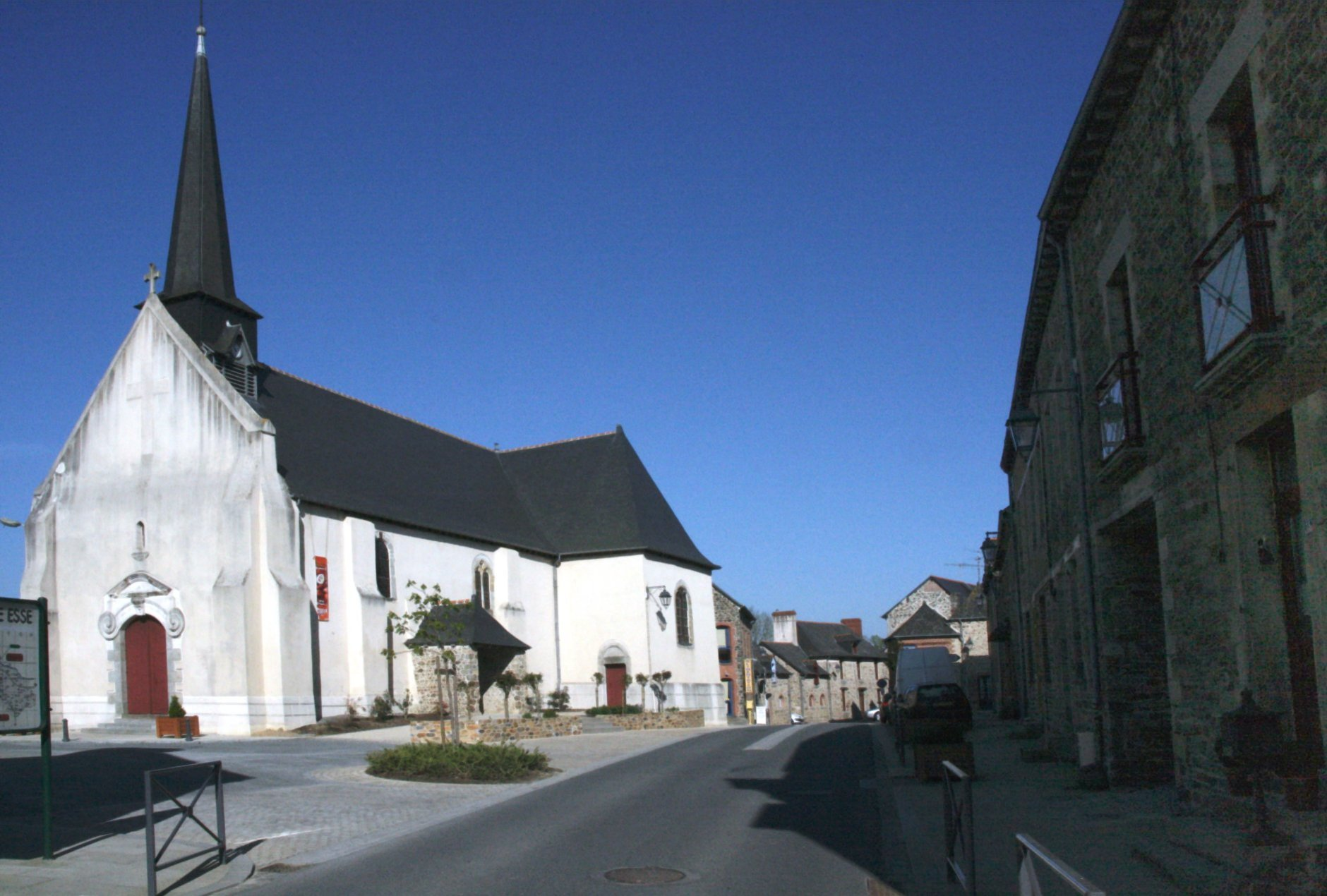
L'église paroissiale Notre-Dame : vue extérieure d'ensemble.
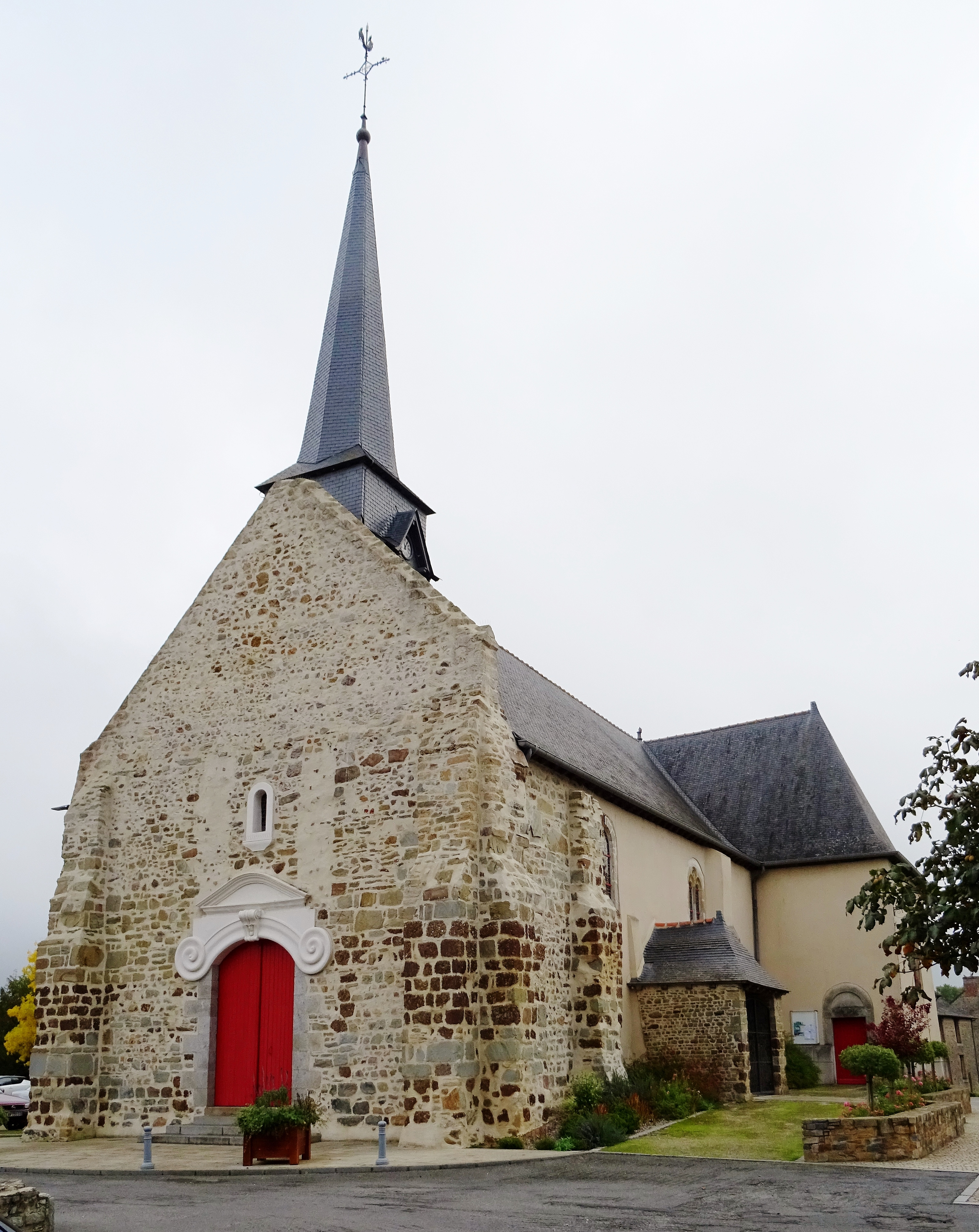
L'église paroissiale Notre-Dame : vue extérieure d'ensemble.
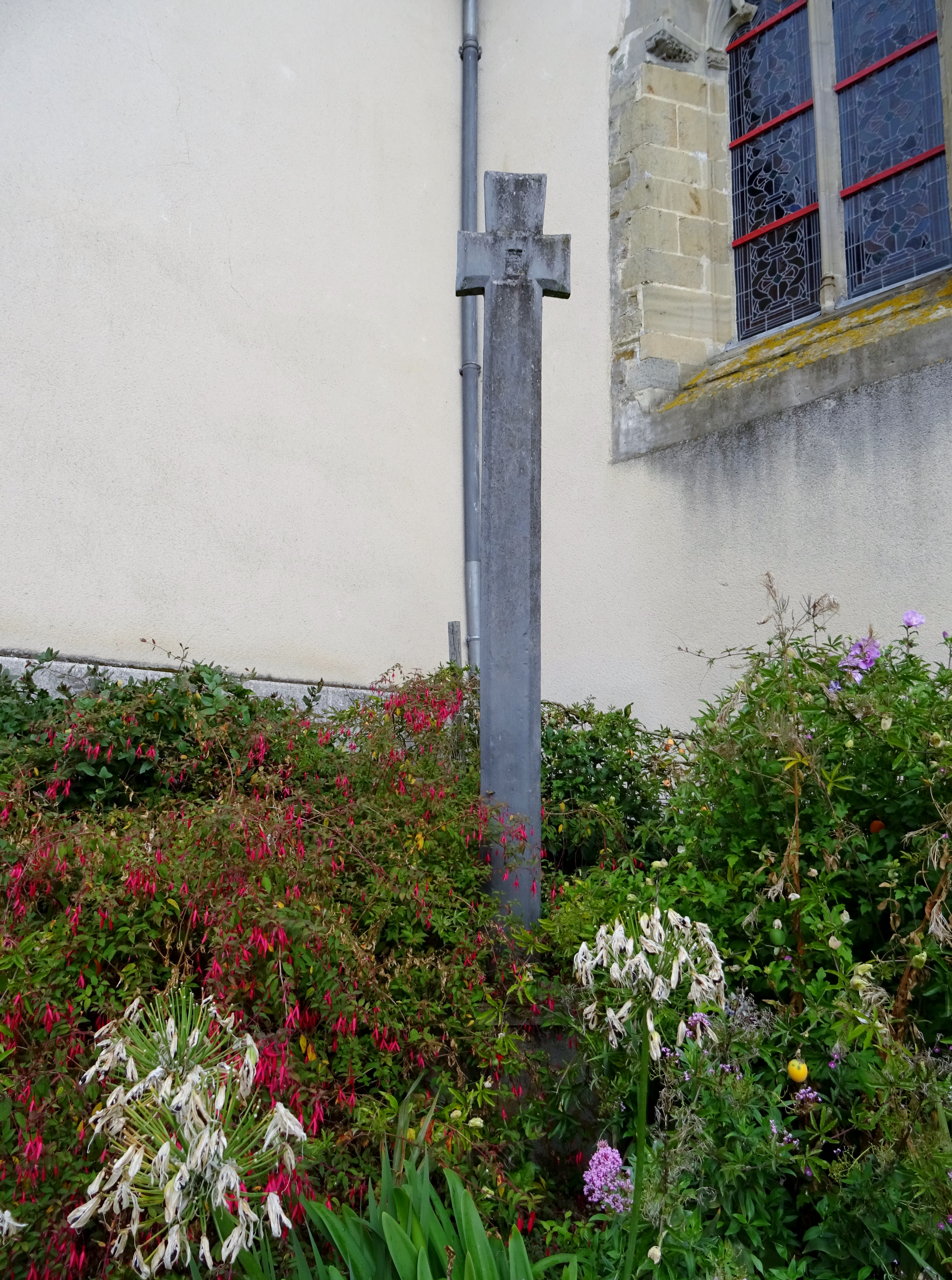
Croix monolithique près de l'église paroissiale Notre-Dame.

- Sur la commune sont inventoriés :
  - le manoir de la Coudre[39] ;
  - le presbytère[40] ;
  - le Moulin de la Lande[41] ;
  - une chapelle rue de la Croix Rabault du XIXe siècle[42] ;
  - plusieurs maisons et fermes[43],[44].

On trouve aussi le manoir de la Trousselière.

#### Musée

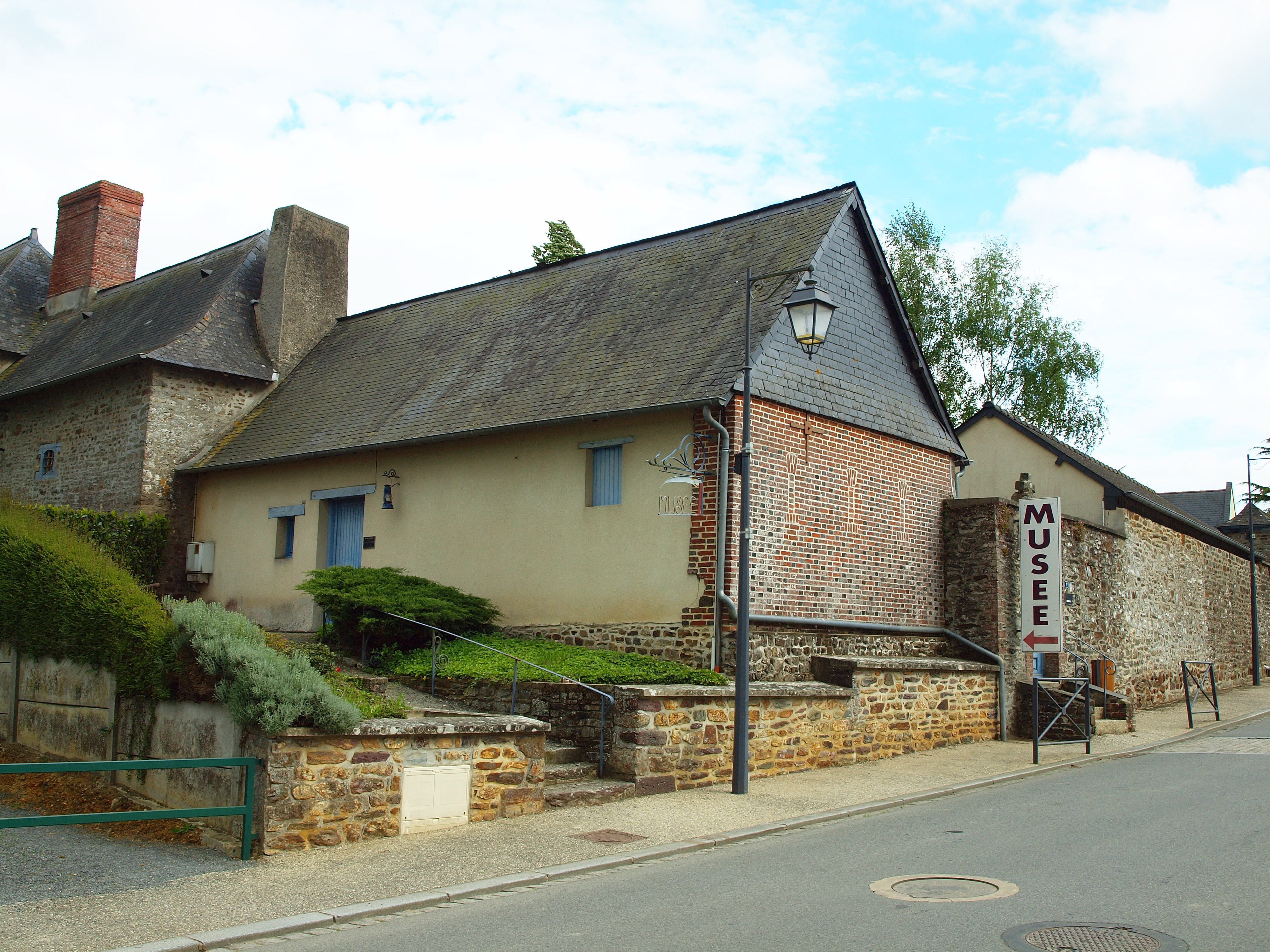
Le "Musée des arts et traditions populaires" d'Essé.

Le musée des arts et traditions populaires se trouve à 50 m du café-alimentation, rue des Artisans. Crée en 1975 par l'abbé Léon Méhaignerie, il est ouvert d'avril à octobre, les dimanches après-midi et en juillet-août, tous les jours après-midi sauf les lundis. Il présente une collection d'outils, de costumes, d'objets du quotidien et d'ustensiles d'époque.

### Jumelages
Avec les huit autres communes du canton de Retiers, aujourd'hui supprimé, Essé est jumelée avec :
- Mieścisko (Pologne) depuis mars 1998

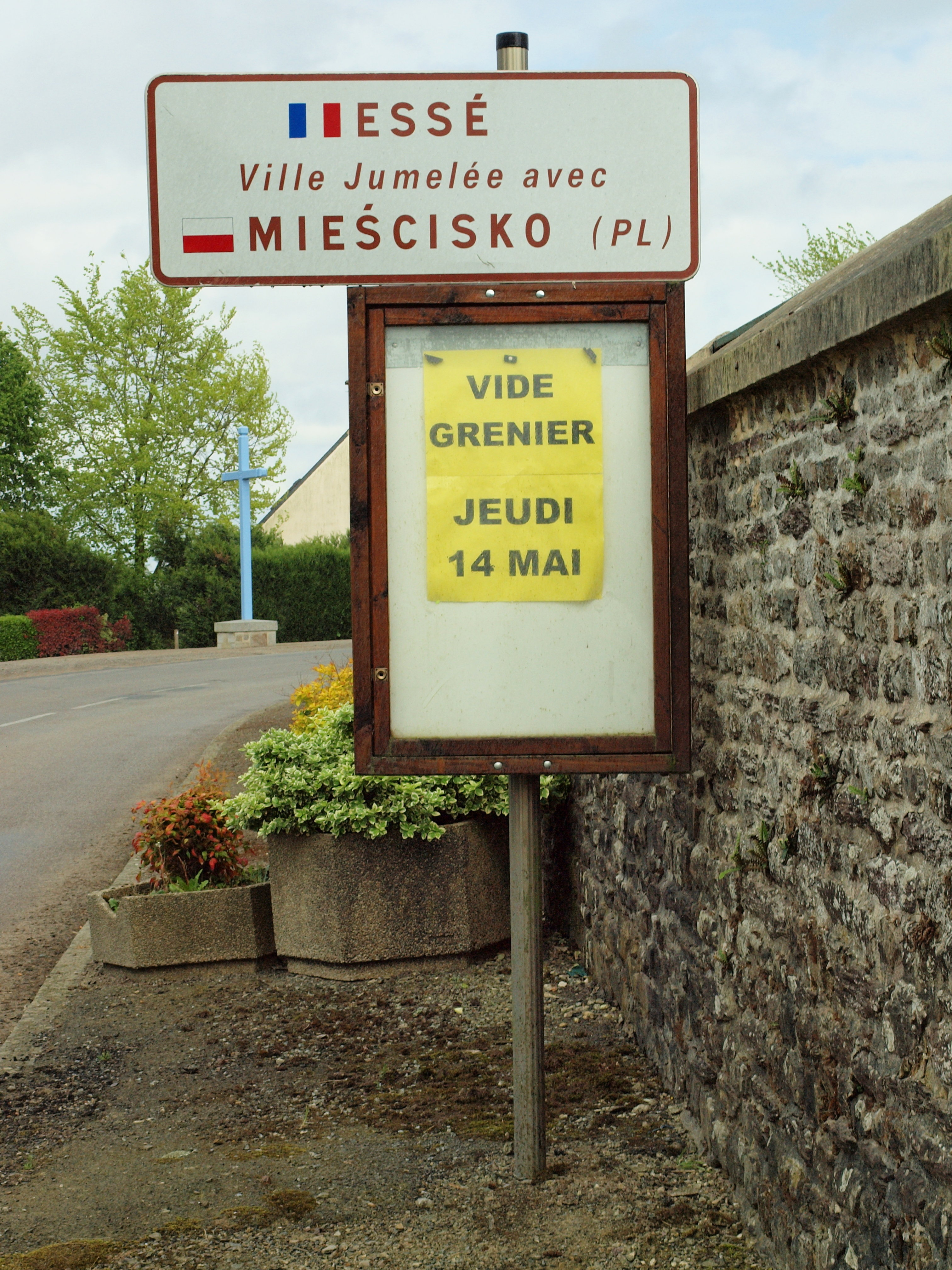
Panneau annonçant le jumelage d'Essé avec Mieścisko.

### Personnalités liées à la commune
- René Rubillon du Lattay, né le 7 février 1772 à Essé, décédé le 28 décembre 1832 à Essé, colonel au 42e de ligne, puis à la Garde nationale de Rennes, adjoint au maire de Rennes, Chevalier de Saint-Louis, Officier de la Légion d'honneur,
- Michel Roullé, curé d'Essé entre 1803 et 1810, auteur de Mémoire sur l'arrondissement de Montfort-la-Canne.